# ジェームズ・ボビン
ジェームズ・ボビン（James Bobin）は、イギリス出身の映画監督、脚本家、映画プロデューサー。長編映画ではザ・マペッツ （2011）、 ザ・マペッツ2/ワールド・ツアー （2014）、 アリス・イン・ワンダーランド/時間の旅 （2016）、 劇場版 ドーラといっしょに大冒険 （2019）を監督した。

## 人物
イギリス・ハンプシャーで生まれ、オックスフォード大学で歴史を学んだ。父デヴィッド・ボビン（英語: David Bobin）は Sky Sports所属のスポーツ・ジャーナリスト。配偶者は女優のフランチェスカ・ビューマン（英語: Francesca Beauman）、子どもは3人。

## 略歴
長編映画監督デビュー作であるザ・マペッツは、ジェイソン・シーゲルとニコラス・ストーラーが書いたミュージカルコメディー映画で、2011年にリリースされ、批評的かつ商業的なヒットとなり、オスカーの最優秀歌曲賞を受賞。この映画は、第66回英国アカデミー賞で2度目のBAFTAノミネートを獲得した。ボビンは（ストーラーと）執筆し、2014年にリリースされたフォローアップのザ・マペッツ2/ワールド・ツアーを監督した。 次に続編のアリス・イン・ワンダーランド/時間の旅（2016）を監督。 2016年2月、ジャンプストリート-メンインブラックのクロスオーバー作品を監督することが発表されたが 、映画の計画は中止になった。  2011年に、HBOとのファーストルック契約に署名した。 
近年関わった映画である劇場版 ドーラといっしょに大冒険は、タイトルキャラクターとしてイザベラ・メルセードを使用したテレビシリーズドーラといっしょに大冒険の実写版である。この映画は、2019年8月9日にパラマウント・ピクチャーズによって米国で劇場公開された。 2020年には殺人ゲームへの招待のリメイクを指示するために交渉中であることが発表された。  2021年10月、ボビンが監督と製作総指揮としてディズニー+のパーシー・ジャクソンとオリンポスの神々を担当することが発表された。 2022年2月、Amazonスタジオの映画The Outlaws Scarlett and Browne（スカーレットとブラウン　あぶないダークヒーロー）に監督として関わることが発表された。

## 主な監督作品
- ザ・マペッツ The Muppets (2011) 監督
- ザ・マペッツ2/ワールド・ツアー Muppets: Most Wanted (2014) 監督・脚本
- アリス・イン・ワンダーランド〜時間の旅〜 Alice Through the Looking Glass (2016) 監督
- 劇場版 ドーラといっしょに大冒険 Dora and the Lost City of Gold (2019) 監督
- MIB 23 (TBA) - 監督[8]
- The Outlaws Scarlett and Browne（スカーレットとブラウン　あぶないダークヒーロー）（未定）- 監督

## 関連文献
- Biography on HBO.com
- New York Times bio